# Guldstrimlig salamander
Guldstrimlig salamander (Chioglossa lusitanica), även kallad guldstrimmig salamander, är ett stjärtgroddjur i familjen salamandrar.

## Utseende
Den slanka kroppen är svart på ovansidan med 10 till 12 grunda längsfåror och två gyllengula längsstrimmor, som går ihop på svansen, och flera mycket små, blå prickar. Hos vissa populationer är de gula strimmorna avbrutna och reducerade till avlånga fläckar. Buksidan är mörkgrå, och strupen ljusare grå. Svansen är lång, omkring dubbelt så lång som den egentliga kroppen hos vuxna individer, och kan brytas av och regenereras precis som hos ödlor. Den nya svansen blir gråfärgad. Lungorna är reducerade.

## Utbredning
Den guldstrimliga salamandern finns bara i norra Portugal och nordvästra Spanien (Galicien och Asturien), där den årliga nederbörden överstiger 1 000 mm.

## Vanor
Arten föredrar bergig eller kuperad terräng, gärna med ekskogar, även om den också hittats i pinjeskogar, eucalyptusplantager och busksnår. Undervattenfasen vill den helst ha lätt sura, syrerika bäckar och åar med rik, skuggande växtlighet, även om den också har hittats i grottsjöar och övergivna, vattenfyllda gruvor. Tungan används för födofångst precis som hos många svanslösa groddjur. Den sover sommar- och vintersömn under de varmaste respektive kallaste perioderna på året, men det är ingen egentlig dvala, och djuren kan bli tillfälligt aktiva om förhållandena medger det. Den lever på mindre ryggradslösa djur, främst spindlar, men också flugor och små skalbaggar.

### Fortplantning
I större delen av utbredningsområdet inträffar lektiden på hösten; i den nordvästra delen leker den emellertid på våren. Arten parar sig på land eller på grunt vatten, där hanen omfamnar honan kloak mot kloak. Mellan 14 och 17, ibland upp till 20 ägg läggs i sprickor i bottnen eller under stenar och murkna trädstammar. Äggen kläcks efter 6 till 10 veckor beroende på temperaturen. De brunaktiga larverna förvandlas under juli till september; detta gäller även larverna som är födda på hösten, som övervintrar i vatten och inte utvecklas mycket under övervintringen. Den guldstrimliga salamandern lever i åtminstone 10 år.

## Status
Den guldstrimliga salamandern är klassad som sårbar ("VU", B2ab) på grund av föroreningar av jordbrukskemikalier, vattenregleringar, påverkan på vattendragen till följd av planteringar samt, i Portugal, skogsbränder. Den är listad i EU:s habitatdirektiv, appendix 2 och 4.